# Obóz Moria
Obóz Moria, oficjalnie Centrum Recepcji i Identyfikacji Mória (gr. Κέντρο Υποδοχής και Ταυτοποίησης Μόριας ) – obóz na greckiej wyspie Lesbos utworzony w czasie kryzysu uchodźczego w Europie w 2015 r., funkcjonujący do września 2020 r., gdy został zniszczony przez pożar. Znajdował się poza wsią Moria w pobliżu Mityleny.

## Historia i opis
Obóz Moria został utworzony dla trzech tysięcy uchodźców, którzy mieli w nim oczekiwać na decyzje w sprawie przyznania ochrony międzynarodowej w Europie. Zakładano, że kierowane do niego osoby będą przebywały w obozie nie dłużej, niż kilka dni. W rzeczywistości w momencie zniszczenia zamieszkiwało go ok. 12-13 tys. osób, niektóre z nich od kilku lat. Kilka miesięcy wcześniej liczba uchodźców przebywających w obozie Moria była jeszcze wyższa i zbliżała się do 20 tys. mieszkańców. Przeludnienie obozu było efektem polityki europejskiej i porozumienia Unii Europejskiej z Turcją z 2016 r. Zakładało ono, że uchodźcy docierający do Grecji pozostaną na greckich wyspach, nie będą dopuszczani na kontynent. 
Warunki panujące w obozie były krytykowane przez organizacje broniące praw człowieka oraz odwiedzających go dziennikarzy. Human Rights Watch określiła obóz jako "więzienie pod gołym niebem". Warunki w obozie bardzo źle również Lekarze bez Granic, organizacja wskazywała m.in. brak odpowiedniej liczby toalet na terenie obozu. W 2018 r. lokalne władze oceniły, że warunki w placówce, w szczególności stan toalet, grożą katastrofą ekologiczną i wybuchem epidemii. Część mieszkańców obozu koczowała na ziemi na polach i plantacjach wokół obozu, inni żyli w szałasach, bez dostępu do elektryczności i wody. Część organizacji charytatywnych odmówiła prowadzenia działalności na terenie placówki w proteście przeciwko warunkom, w jakich żyli uchodźcy. W obozie dochodziło do przemocy między uchodźcami na tle etnicznym, politycznym i religijnym, a także do przemocy seksualnej. Władze Grecji twierdziły, że nie są w stanie zapewnić lepszych warunków, gdyż kraj był pogrążony w kryzysie, Unia Europejska przekazywała niewystarczającą pomoc finansową na utrzymanie obozów dla uchodźców. Dodatkowe napięcia w obozie wywołał wybuch epidemii COVID-19; na początku września 2020 r. koronawirus został wykryty u 35 uchodźców. Gdy osoby te miały zostać odizolowane od pozostałych, doszło do zamieszek. 
W nocy z 8 na 9 września 2020 r. obóz został całkowicie spalony. Jak uznał w 2021 r. grecki sąd, przyczyną wybuchu pożaru było podłożenie ognia przez kilku mieszkańców placówki. Sześciu obywateli Afganistanu zostało uznanych za winnych podpalenia, spowodowania zagrożenia życia i przynależności do zorganizowanej grupy przestępczej, za co zostali skazani na kary 10 lat (4 osoby) i 5 lat pozbawienia wolności. Po zniszczeniu obozu uchodźcy domagali się prawa do opuszczenia Lesbos. Policja blokowała im jednak drogę do okolicznych miejscowości, doszło do zamieszek, podczas których funkcjonariusze użyli gazu łzawiącego. Uchodźców umieszczono w nowych obozach: Mawrowuni i Kara Tepe. 